# Sjón
Sjón, pseudonimo di Sigurjón Birgir Sigurðsson (Reykjavík, 27 agosto 1962), è uno scrittore, poeta e paroliere islandese.
Le sue opere sono state tradotte in più di 30 lingue.
Ha ricevuto diversi premi letterari, tra cui nel 2005 il Nordisk råds litteraturpris col romanzo La volpe azzurra, ma è più conosciuto per aver scritto i testi di numerose canzoni di Björk, tra cui Isobel e Bachelorette. Nel 2001 è stato candidato al premio Oscar per la canzone I've Seen It All dal film Dancer in the Dark.

## Biografia
Nato a Reykjavík nel 1962, cresce con come principali fonti d'ispirazioni David Bowie e i surrealisti. Adotta in quel periodo il nome d'arte di Sjón, un'abbreviazione del proprio nome Sigurjón e che significa "visione".
Ha autopubblicato il suo primo libro di poesie, Sýnir, nel 1978, all'età di 16 anni. Fonda poi il collettivo surrealista Medúsa e viaggia in Europa, incontrando la vedova di André Breton. Da Medúsa conosce la cantante Björk e nel 1987 collabora come guest vocalist al singolo Luftgitar della sua band, i Sugarcubes, sotto lo pseudonimo di Johnny Triumph (traduzione umoristica in lingua inglese di Sigurjón). Lo stesso anno ha pubblicato il suo primo romanzo, Stálnótt.
Quando Björk intraprende una carriera da solista negli anni novanta, Sjón comincia a scrivervi assieme i testi di diverse sue canzoni. Tra queste, Isobel (dall'album del 1995, Post) e Bachelorette e Jóga (Homogenic, 1997). I due hanno scritto assieme le canzoni della colonna sonora del film di Lars von Trier Dancer in the Dark, di cui Björk è protagonista: per il brano I've Seen It All, Sjón, Björk e von Trier hanno ottenuto diversi riconoscimenti, tra cui una candidatura all'Oscar alla migliore canzone ai premi Oscar 2001. Tre anni dopo, co-scrive il testo di Oceania per la cerimonia d'apertura dei giochi della XXVIII Olimpiade. Il sodalizio con Björk è proseguito fino al 2011.
Nel frattempo, Sjón ha aumentato la propria statura di scrittore, ad esempio vincendo nel 2005 il prestigioso premio letterario scandinavo Nordisk råds litteraturpris con la fiaba ottocentesca La volpe azzurra (2003). La sua produzione letteraria, per quanto varia nei temi e nello stile, è caratterizzata dalla ricorrenza del fantastico (anche se Sjón rifiuta questo termine, preferendogli «prodigioso»), fortemente legato alla cultura e al folklore islandese.

## Opere

### Romanzi
- Stálnótt (1987)
- Engill, pípuhattur og jarðarber (1989)
- Augu þín sáu mig (1994)
- Með titrandi tár (2001)
- La volpe azzurra (Skugga-Baldur, 2003)
- Argóarflísin (2005)
- Rökkurbýsnir (2008)
- Mánasteinn. Il ragazzo che non è mai stato (Mánasteinn: Drengurinn sem aldrei var til, 2013)
- Gráspörvar og ígulker (2015)
- Ég er sofandi hurð (2016)
- Korngult hár, grá augu (2019)

### Raccolte di poesie
- Sýnir (1978)
- Madonna (1979)
- Birgitta (1979)
- Hvernig elskar maður hendur? (1981)
- Reiðhjól blinda mannsins (1982)
- Sjónhverfingabókin (1983)
- Oh, Isn't it Wild? (1985)
- Leikfangakastalar (1986)
- Drengurinn með röntgenaugun, poesie del periodo 1978-1986 (1986)
- Ég man ekki eitthvað um skýin (1991)
- myrkar fígúrur (1998)
- söngur steinasafnarans (2007)
- Ljóðasafn 1978–2008, poesie del periodo 1978-2008 (2008)

### Testi di canzoni di Björk
- Isobel (1995)
- Bachelorette (1997)
- Jóga (1997)
- SelmaSongs (2000):
  - Cvalda
  - I've Seen It All
  - Scatterheart
  - In the Musicals
  - 107 Steps
  - New World
- Oceania (2004)
- Wanderlust (2007)
- The Comet Song (2010)
- Cosmogony (2011)
- Virus (2011)
- Solstice (2011)

### Sceneggiature
- Lamb (Dýrið), regia di Valdimar Jóhannsson (2021)
- The Northman, regia di Robert Eggers (2022)

## Premi

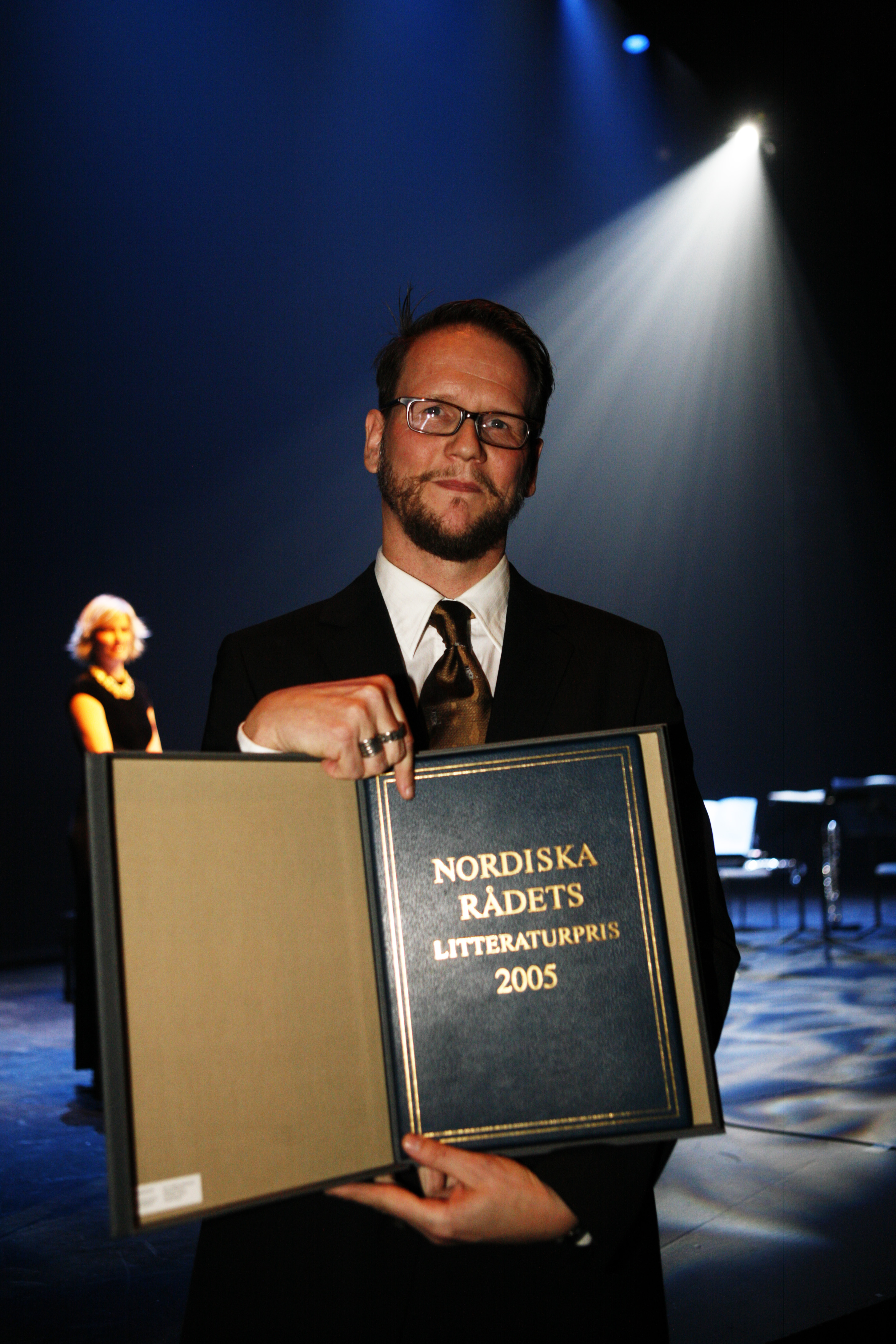
Sjón col Nordisk råds litteraturpris vinto nel 2005.

### Letterari
- Premio culturale del giornale DV per la letteratura 1995 per Augu þín sáu mig
- Icelandic Broadcasting Service (RÚV) Writers Fund 1998 per il contributo alla letteratura islandese
- Premio culturale del giornale DV per la letteratura 2002 per Með titrandi tár
- Icelandic Bookseller's Prize for the Novel of the Year 2005 per Argóarflísin
- Nordisk råds litteraturpris 2005 per La volpe azzurra
- Premio Letterario Islandese 2013 per Mánasteinn. Il ragazzo che non è mai stato
- Svenska Akademiens nordiska pris 2023 alla carriera[2]

### Altro
- Premi Oscar 2001 - Candidatura alla migliore canzone per I've Seen It All
- Golden Globe 2001 - Candidatura alla migliore canzone originale per I've Seen It All
- CFCA 2001 - Candidatura alla migliore colonna sonora originale per Dancer in the Dark
- Satellite Awards 2001 - Migliore canzone originale per I've Seen It All